# Jorge Loredo
Jorge Rodrigues Loredo (Rio de Janeiro, 7 de maio de 1925 — Rio de Janeiro, 26 de março de 2015) foi um advogado, ator e humorista brasileiro, mais conhecido por seu personagem Zé Bonitinho. Paralelamente, exerceu a profissão de advogado, especialista em Direito Previdenciário e do Trabalho. Era irmão do também ator João Loredo.

## Biografia

Jorge Loredo em 1959.

Filho de Luiza Rodrigues Loredo e do comerciante Etelvino Ignacio Loredo, Jorge foi criado no subúrbio de Campo Grande, no Rio de Janeiro. Aos 12 anos foi diagnosticado com osteomielite na perna esquerda. A dor constante, só curada nos anos 70, fez de Loredo um garoto introvertido e cabisbaixo. Aos 20 anos, devido a uma tuberculose, foi internado num sanatório. O que parecia ser mais uma tragédia foi, ao contrário, sua salvação. Incentivado pelos médicos, participou de um grupo teatral no hospital e descobriu sua vocação de ator.
Após receber alta, um teste vocacional identificou tendência para "atividades exibicionistas". Loredo procurou uma escola de teatro em busca de papéis "sérios". A contragosto, sua primeira audição foi para representar o monólogo cômico Como Pedir uma Moça em Casamento. Aprovado, adotou o humorismo como profissão. Foi quando surgiram personagens clássicos como o mendigo filósofo que tratava a todos os que lhe davam esmolas de "meu nobre colega", na Praça da Alegria, no final dos anos 1950.

### Zé Bonitinho
Seu principal personagem, Zé Bonitinho, era uma caricatura de um grande sedutor, com topete, bigodinho, gravata borboleta e terno extravagante. Estreou em 1960 no programa "Noites Cariocas", dirigido por Chico Anysio na TV Rio.

## Morte
Morreu aos 89 anos em 26 de março de 2015, após ter sido internado no Hospital São Lucas, no Rio de Janeiro.
Loredo estava internado no hospital desde o dia 3 de fevereiro e a partir do dia 13 foi mantido na Unidade Cardio Intensiva. Teve uma longa luta contra uma doença pulmonar obstrutiva crônica (DPOC) e um enfisema pulmonar. A causa da morte foi falência de múltiplos órgãos. O corpo do humorista foi cremado no dia 27 de março, no Cemitério do Caju, no Rio de Janeiro.
Apesar da idade, até 2013 o humorista ainda continuava atuando e se comunicando com seus fãs através das redes sociais, mantendo uma agenda de shows.

## Filmografia

### Cinema
| Ano  | Título                      | Personagem              |
| ---- | --------------------------- | ----------------------- |
| 1960 | Sai Dessa, Recruta          | Louco                   |
| 1962 | As Testemunhas Não Condenam |                         |
| 1968 | A Espiã que Entrou em Fria  | Yuri                    |
| 1970 | Sem Essa, Aranha            | Aranha/ Zé Bonitinho    |
| 1977 | O Abismo                    | Médium de Mu            |
| 1978 | Tudo Bem                    | Amigo de Juarez         |
| 2005 | Câmera, Close               | Ele Mesmo/ Zé Bonitinho |
| 2006 | Quando o Tempo Cair         | Ivan                    |
| 2008 | Chega de Saudade            | Dionísio                |
| 2010 | A Suprema Felicidade        | Padre                   |
| 2011 | O Palhaço                   | Nei                     |

### Televisão
| Ano                 | Título                          | Personagem                           | Emissora          |
| ------------------- | ------------------------------- | ------------------------------------ | ----------------- |
| 1959-1962 1977-1978 | A Praça da Alegria              | Mendigo Filosófo e Zé Bonitinho      | TV Rio Rede Globo |
| 1960-1965           | Noites Cariocas                 | Zé Bonitinho                         | TV Rio            |
| 1981                | Reapertura                      | Ze Bonitinho                         | SBT               |
| 1981-1983           | Alegria 81                      | Mendigo Filosófo e Zé Bonitinho      | SBT               |
| 1989                | Só Riso na Praça                | Zé Bonitinho                         | Rede Bandeirantes |
| 1990-1995           | Escolinha do Professor Raimundo | Zé Bonitinho                         | Rede Globo        |
| 1999-2001           | Escolinha do Barulho            | Ze Bonitinho                         | RecordTV          |
| 2001-2012           | A Praça É Nossa                 | Zé Bonitinho                         | SBT               |
| 2009                | Uma Escolinha Muito Louca       | Zé Bonitinho (participação especial) | Rede Bandeirantes |